# Thomas Stamford Raffles
Pour les articles homonymes, voir Bingley (homonymie) et Raffles.
Thomas Stamford Bingley Raffles est un officier, administrateur colonial, et naturaliste britannique, né le 5 juillet 1781 au large des côtes de la Jamaïque et mort le 5 juillet 1826 à Londres. Il est principalement connu pour avoir fondé la ville de Singapour.

## Biographie
On ignore presque tout des parents de Raffles, si ce n'est que son père, Benjamin Raffles était capitaine du vaisseau Ann sur lequel le jeune Raffles est né. Il commence à travailler à 14 ans comme employé à la Compagnie britannique des Indes orientales. En 1805, il est envoyé à Penang, en Malaisie.
En 1811, Lord Minto, gouverneur-général des Indes britanniques, le nomme lieutenant-gouverneur de Java, dans ce qui était alors les Indes néerlandaises puis, peu de temps après, gouverneur de Bengkulu à Sumatra. C’est l’époque où la Grande-Bretagne prend le contrôle de certaines parties de l’archipel aux Pays-Bas alors sous la tutelle de la France de Napoléon.
Raffles apporte à Java de nombreuses réformes : abolition de l'esclavage et du travail forcé, restauration du temple de Borobudur et d’autres monuments anciens, gouvernement semi-autonome, conduite à gauche. Il s’intéresse aussi à l’histoire de l’île et publie la première œuvre en anglais sur l'histoire de Java (The History of Java, 1817).
Il est à l'origine d'une théorie d'administration coloniale qui porte son nom selon laquelle une administration vertueuse apporte aux peuples indigènes de la prospérité et du bien-être.
Les guerres napoléoniennes terminées et les Pays-Bas reprenant le contrôle de l’île, Raffles revient en Angleterre en 1816. Il participe à la fondation de la Zoological Society of London et en est le premier président. Il fait également partie du comité qui fonde le zoo de Londres. Il est anobli en 1817.
Il ne retourne en Asie du Sud-Est que trois ans plus tard, toujours pour le compte de la Compagnie Britannique des Indes Orientales. Il signe un traité avec le sultan de Johor pour fonder le 29 janvier 1819, dans l'île de Temasek à l'extrémité de la péninsule Malaise, un poste de commerce qui deviendra Singapour. Il déclare officiellement la fondation de la ville le 6 février de la même année. L'île se développe rapidement passant de 1 000 à 10 000 habitants entre 1819 et 1823 . De nombreux toponymes de Singapour ainsi que le célèbre palace, le Raffles Hotel, célèbrent sa mémoire.
Il fait partie des franc-maçons.
Sa première femme, ainsi que la plupart de ses enfants, ont été victimes de maladies tropicales.
Il meurt à Mill Hill, dans le nord de Londres, le jour de son 45e anniversaire, victime d'un accident vasculaire cérébral. Sa paroisse de Hendon refuse son inhumation dans le cimetière en raison de ses opinions anti-esclavagistes. Néanmoins, en 1914, sa tombe est identifiée et incorporée dans le bâti de la nouvelle église de Hendon dans les années 1920.

## Hommages
La plante Rafflesia tire son nom de celui de Raffles, car il a participé à sa découverte, avec le botaniste Joseph Arnold, en 1818 dans une forêt tropicale de l'Indonésie.